# Ромуалд Траугут
Ромуалд Траугут (на полски: Romuald Traugutt) е полски национален герой, водач на освободителното въстание срещу Руската империя от 1863 – 1864 година.
Роден е през 1826 година в заможно шляхтичко семейство от Гродненска губерния (днес в Беларус). Майка му умира рано. Отгледан е от баба си в Свислоч, където завършва гимназия през 1842 година. След като не е приет в инженерно училище, в края на 1844 полага успешно изпит за юнкер–сапьор и от началото на 1845 година постъпва в подразделение на руската армия в Желехув (Люблинска губерния). Участва в потушаването на Унгарската революция през 1849 и в отбраната на Севастопол през 1854 – 1855 година, по време на Кримската война.
След войната живее в Харков, после в Санкт Петербург във връзка със службата си, получава няколко повишения. В края на 1859 и началото на 1860 умират жена му (Анна Пикел, за която се жени през 1853) и две от децата му. Установява се в неголямо имение край Кобрин заедно с втората си съпруга, Антонина Косцюшкова, и подава рапорт за напускане на царската армия. Отчислен е през 1862 година с чин подполковник.
В началото на 1863 година в Кралство Полша – владяната от Русия част от Полша, избухва Януарското въстание. Траугут се включва във въстанието през май, оглавявайки кобринския въстанически отряд. Начело на около 200 бойци предприема няколко успешни нападения над царските войски в района между Пинск и Брест. През юли отрядът му нараства до 500 души, с които навлиза във Волиния, но в сраженията там е разгромен.
През същия месец Траугут се добира до Варшава. Тамошното тайно въстаническо правителство („Народен съвет“) го издига в чин генерал и го изпраща с военно-дипломатическа мисия в Париж. Разочарован в опитите да издейства помощ от чужбина, през октомври 1863 година той се завръща във Варшава и установява диктатура сред въстаниците. Паралелно и тайно от руските власти предприема реорганизация на снабдяването и командването на въстаническите сили. Планира практическо премахване на крепостното право и оземляване на селяните, за да ги мобилизира и да превърне партизанската война в масова. Предаден и заловен в нощта на 10 срещу 11 април 1864 година. Осъден е на смърт и обесен четири месеца след това заедно с други бунтовници на склона на Варшавската цитадела.